# 烟洲书院
烟洲书院，位于中国广东省中山市西区长洲村，建于清代同治十二年（1873年）。该书院坐北向南，为三进三间布局，占地面积540平方米。现为长洲小学。2008年11月，列入广东省文物保护单位。